# Can Martí (Sant Martí de Llémena)
Can Martí és un conjunt arquitectònic al terme municipal de Sant Martí de Llémena (el Gironès) format per la pallissa, l'era i la masia. Una pedra que hi ha a l'entrada des de la carretera duu la inscripció 1723.
Aquest mas és de planta irregular en Z, creant dos espais diferents: un més interior i l'altre descrit per l'era. A la façana hi ha una porta d'entrada amb modillons, amb inscripció i data: "JACINTO MARTÍ ME FECIT 1781". A sobre hi ha un balcó amb barana de fusta, diverses finestres de modillons. Pel costat dret de la façana principal hi ha una terrassa d'època més tardana i que aixopluga la façana. És de planta baixa i un pis al cos principal i de planta baixa a la lateral esquerra.
La pallissa està separada de la masia pel carreró que abans era l'entrada. L'edifici és d'una nau, de planta baixa i un pis i teulat a dues aigües i carener perpendicular a la façana principal. Encavallada de fusta reforçada amb un pilar quadrat recent. A la part posterior s'ha ampliat amb cossos actuals però que no desmereixen el conjunt visualment. Actualment s'utilitza com aparcament. A la part posterior, aïllat, hi ha un pou circular.